# 新居大島

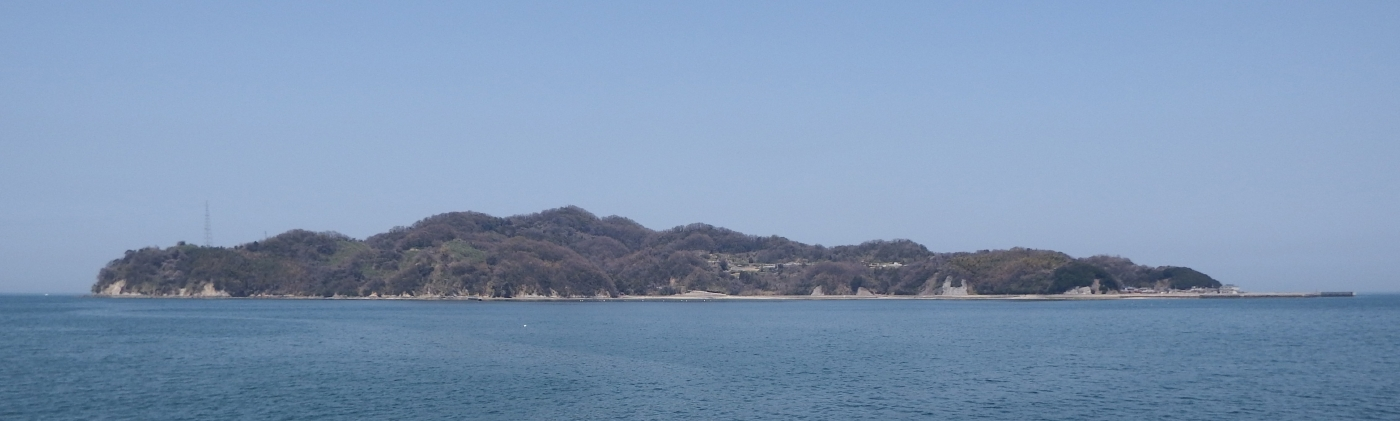

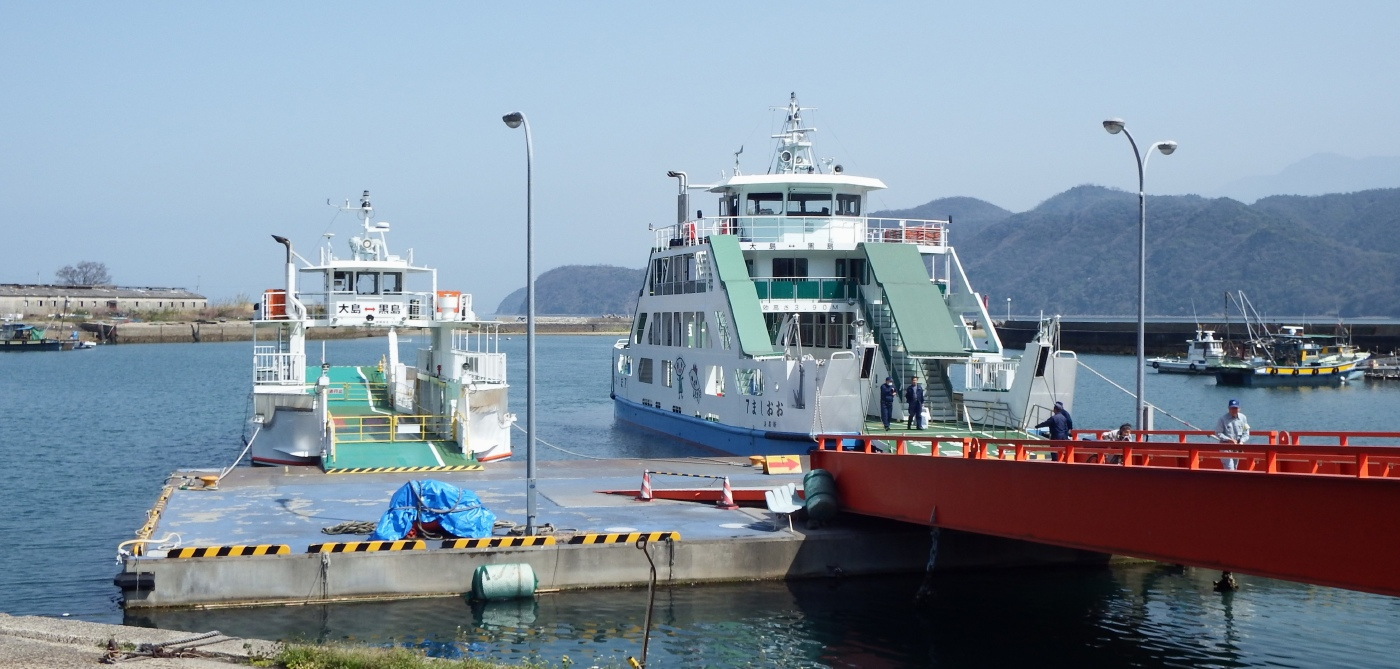
大島港に着岸した黒島港からの定期便

新居大島（にいおおしま）は、愛媛県新居浜市の北東約1.5キロメートルの沖にある周囲約9,8キロメートルの有人島である。島の住所は愛媛県新居浜市大島で、郵便番号は792-0891。村上水軍（伊予水軍）の統領であった村上義弘生誕の地とも伝えられる。2013年3月31日現在の住民基本台帳に基づく人口は280人。2017年6月現在では207人。その半数が70歳以上。

## 社会
2014年1月現在、268人が住み、車えび養殖とみかん・島特産の白いもの栽培が主な産業。高齢化率が高く、また離島であるために過疎化が進み、後継者不足が懸念されている。
これに対し、1997年頃より、地元有志により、福祉ボランティアを手始めに活性化の取組みが始まった。2000年にはNPOに衣替えし、地域通貨を活用した地域福祉の取組みを行った。ただ、この取組みは、なにかを介在させなくとも自然な形で助け合い的な活動は行われていたことや、仕組みになじみが薄いこともあって、立ち消えになってしまう。また、愛媛県工業技術センターの開発した微生物を活用した生活雑配水の浄化の取組みを行ってきた。白いもの活用については、2003年より取組み、特区制度を活用し、白いも畑のオーナー制、白いもを用いた芋焼酎の製造に着手するなど、活性化の糸口をつかみかけてはいたが現在すでに低迷している。

## 交通
島と市本土（黒島港）の間には市営の渡海船（フェリーボート）がほぼ1時間に1往復、所要時間約15分で運航されている。愛媛県の将来構想の一例として架橋の可能性が取り上げられているが、現状では非現実的であり今後の地元の取り組みにかかっている。島内には公共交通機関はないが、島内を一周する道路がある。北部は鬱蒼とした林に覆われ、断崖が多く、海辺の道路であるにもかかわらず見通しの悪いところが多い。北西部には、小型の別荘の廃墟が点在する。

## 歴史
中世に瀬戸内海を支配した村上水軍の始祖である村上義弘の生誕地とされ、島南部には当時築城された大島城の跡が残されており、本丸跡、二の丸上跡、船かくし、トンコロ場、防塞跡、桟橋跡など伊予水軍の遺跡が今なお残る。当時は垣生島、久貢島、黒島、大島の4つの島を総称して大黒島と呼ばれていた。また2つの寺が狭い可住地に近接していることから海上交通・流通の拠点として栄えていたことがうかがえる。その寺のひとつの願行寺には、幼子を想う亡母の「幽霊の片袖」が伝説と共に残されている。

### 沿革
- 「旧高旧領取調帳」の記載によると、明治初年時点では新居郡大島浦が存在。西条藩領。
- 明治4年7月14日（1871年8月29日） - 廃藩置県により西条県の管轄となる。
- 明治4年11月15日（1871年12月26日） - 第1次府県統合により松山県の管轄となる。
- 明治5年2月9日（1872年3月17日） - 石鉄県の管轄となる。
- 明治6年（1873年）2月20日 - 愛媛県の管轄となる。
- 明治22年（1889年）12月15日 - 町村制の施行により、大島浦が単独で自治体を形成して大島村となる。
- 昭和28年（1953年）5月3日 - 新居浜市に編入。同市大字大島となる。

## とうどおくり
島では、毎年成人の日に左儀帳という行事が行われる。正月の3日に、少年らが集めた門松、笹、注連縄を組み合わせて、高さ12mの「とうど」さんを各地区に1基ずつの計4基と子ども用1基を作る。それを成人の日の午前6時頃に東の地区から順番に点火してゆく行事で、東予地方の漁村でも行われているが、昔の作法で行われるのは大島だけになっている。

## その他
- 大島八幡神社秋季大祭

10月第2土曜と日曜日の2日間にわたり行われ、3台の屋台が、土曜日の午後6時に八幡神社へ集合し、地区内を練り歩く。夜に始まるため宵宮の名で呼ばれるようになった。なお、八幡神社社殿の右脇に市指定有形文化財の大元神社本殿がある。
- 正立山正覚院願行寺

市内唯一の浄土宗の寺院で、本尊の阿弥陀如来は、1250年ころの慶派の作と伝えられる。この阿弥陀如来は、京の戦乱を避けた僧が宇摩郡まで逃げ延び安置していたが、教典にいう極楽浄土は、この大島であると悟り、1573年願行寺を建立したと伝えられる。また寺には「幽霊の片袖」が残されている。これは幼い愛娘を残して死んだ母親が亡霊となってわが子の元に現れ、母を想い泣き暮れる娘に自分の片袖を遺したものと伝えられる。その後、娘は願行寺で尼となり、母の菩提を弔った。新居浜八十八ヶ所第87番。
- 陽向山多門院吉祥寺

貞観年間（860年）頃、大島八幡宮の別当寺として開創。神宮寺として大日如来を奉っていたが焼失。1780年、毘沙門天を迎え改名した。真言宗善通寺派。新居浜八十八ヶ所第88番。仏海上人が1745年に当地で刻んだ百体地蔵尊（新居浜市指定文化財）を祀る地蔵堂が約300m東の飛び地境内にある。
- 大島診療所

島唯一の医療機関で、船着場から徒歩3分のところにある。個人診療所がかつてあったが、1987年4月に閉鎖された。島民が存続を願ったことから、新居浜市医師会と新居浜市が同年12月に再開させた。診療所は建屋、機械器具などに関しては新居浜市が、診療面では医師会が責任を持つという公設民営方式で運営されている。診療所は現在、新居浜市内の保健施設長を務める井上孝雄医師（外科系）と三木芳夫医師（内科系）2人が勤務しており、週2回、午後から内科と外科の2人が交代で船で渡って診療している。

## ギャラリー
- 新居大島港
- 新居浜市営渡海船大島待合所
- 大島港に停泊するフェリー「くろしま」
- 大島漁業協同組合
- 新居大島郵便局
- 新居大島交流センター（元・大島小学校）
- 新居大島の町並み
- 大元神社本殿